# イタリアのラムサール条約登録地一覧
本項では、イタリアのラムサール条約登録地の一覧を示す。
イタリアは、1977年4月14日にラムサール条約に加入した。2021年7月現在、イタリアにおけるラムサール条約登録地は57か所、面積は 73,982.4 ha である。
1980年の第1回ラムサール条約締約国会議は、イタリア・サルデーニャ州のカリャリで開催されている。

## 一覧
- 「no.」（サイトナンバー）のリンク先は、ラムサール条約事務局公式サイトの解説ページである。
- 「登録名」は、ラムサール条約事務局公式サイトの解説ページの名称に基づく。イタリア語版ウィキペディアの該当ページへのリンクを行っている。

| no.  | 登録名                                                      | 所在地（州）                                                                             | 面積 (ha) | 登録年月日     | 説明 | 写真 |
| ---- | ----------------------------------------------------------- | ---------------------------------------------------------------------------------------- | --------- | -------------- | --- | ---- |
| 117  | Pian di Spagna-Lago de Mezzola                              | ロンバルディア 北緯46度13分 東経09度26分 / 北緯46.217度 東経9.433度                      | 1,740     | 1976年12月14日 | コモ湖の北東端に位置する湿地帯。アッダ川およびメーラ川がコモ湖に流入する一帯およびメッツォーラ湖。ソーリコ、ジェーラ・ラーリオ（以上コモ県）およびノヴァーテ・メッツォーラ、ドゥビーノ、ヴェルチェーイア（以上ソンドリオ県）にまたがる。                                                                             |      |
| 118  | Vincheto di Cellarda                                        | ヴェネト 北緯46度01分 東経11度58分 / 北緯46.017度 東経11.967度                           | 99        | 1976年12月14日 | ベッルーノ県フェルトレに所在。ピアーヴェ川の氾濫原。 |      |
| 119  | Sacca di Bellocchio                                         | エミリア＝ロマーニャ 北緯44度37分 東経12度16分 / 北緯44.617度 東経12.267度               | 223       | 1976年12月14日 | レーノ川河口部、コマッキオ湖とアドリア海の間に位置する砂丘湖 (inter-dunal lagoon)。ラヴェンナ県ラヴェンナとフェッラーラ県コマッキオにまたがる。Valli residue del comprensorio di Comacchio (no. 225) と隣接（一部重複）。ポー川デルタ州立自然公園 (it:Parco regionale del Delta del Po dell'Emilia-Romagna) の一部。 |      |
| 120  | Valle Santa                                                 | エミリア＝ロマーニャ 北緯44度33分 東経11度50分 / 北緯44.550度 東経11.833度               | 261       | 1976年12月14日 | フェッラーラ県アルジェンタに所在。シッラロ川 (it:Sillaro) とイディチェ川 (it:Idice) の合流点にある、人工の灌漑用貯水池。ポー川デルタ州立自然公園の一部。Valle Campotto e Bassarone (no. 181) の南に隣接。 |      |
| 121  | Punte Alberete                                              | エミリア＝ロマーニャ 北緯44度31分 東経12度14分 / 北緯44.517度 東経12.233度               | 480       | 1976年12月14日 | ラヴェンナ県ラヴェンナに所在。Piallassa della Baiona e Risega (no. 226)の北西に隣接し、北にコマッキオ湖がある。ポー川デルタ州立自然公園の一部。 |      |
| 122  | Palude di Colfiorito                                        | ウンブリア 北緯43度01分 東経12度53分 / 北緯43.017度 東経12.883度                         | 157       | 1976年12月14日 | ペルージャ県フォリーニョに所在する湧水の湿地。 |      |
| 123  | Palude di Bolgheri                                          | トスカーナ 北緯43度13分 東経10度33分 / 北緯43.217度 東経10.550度                         | 518       | 1976年12月14日 | リヴォルノ県カスタニェート・カルドゥッチに所在。砂丘によって海から隔てられた湿地。 |      |
| 124  | Laguna di Orbetello                                         | トスカーナ 北緯42度29分 東経11度12分 / 北緯42.483度 東経11.200度                         | 887       | 1976年12月14日 | グロッセート県オルベテッロに所在する潟湖。 |      |
| 125  | Lago di Burano                                              | トスカーナ 北緯42度24分 東経11度23分 / 北緯42.400度 東経11.383度                         | 410       | 1976年12月14日 | グロッセート県カパルビオに所在。砂丘によって海から隔てられた塩水の湿地。 |      |
| 126  | Lago di Nazzano                                             | ラツィオ 北緯42度13分 東経12度37分 / 北緯42.217度 東経12.617度                           | 265       | 1976年12月14日 | ローマ県ナッツァーノからトッリータ・ティベリーナにかけて所在。テヴェレ川を堰き止めたダムによって作られた人工湖。 |      |
| 127  | Lago di Fogliano                                            | ラツィオ 北緯41度24分 東経12度54分 / 北緯41.400度 東経12.900度                           | 395       | 1976年12月14日 | ラティーナ県ラティーナに所在。砂丘によって海から隔てられた汽水湖。チルチェーオ国立自然公園 (it:Parco nazionale del Circeo) の一部。この湖から南東へ、モンテ・チルチェーオまでの海岸に登録湿地が連なる。 |      |
| 128  | Lago dei Monaci                                             | ラツィオ 北緯41度22分 東経12度56分 / 北緯41.367度 東経12.933度                           | 94        | 1976年12月14日 | ラティーナ県サバウディアに所在。Lago fogliano (no. 127) の南東に隣接。砂丘によって海から隔てられた汽水湖。チルチェーオ国立自然公園の一部で、この海岸に連なる登録湿地の中では最小。 |      |
| 129  | Lago di Caprolace                                           | ラツィオ 北緯41度21分 東経12度58分 / 北緯41.350度 東経12.967度                           | 229       | 1976年12月14日 | ラティーナ県サバウディアに所在。Lago dei Monaci (no. 128) の南東に隣接。砂丘によって海から隔てられた汽水湖。チルチェーオ国立自然公園の一部。 |      |
| 130  | Lago di Sabaudia                                            | ラツィオ 北緯41度16分 東経13度03分 / 北緯41.267度 東経13.050度                           | 1,474     | 1976年12月14日 | ラティーナ県サバウディアに所在。砂丘によって海から隔てられた汽水湖。Lago di Caprolace (no. 129) の南東、モンテ・チルチェーオ (it:Monte Circeo) の北側に位置する。チルチェーオ国立自然公園の一部。 |      |
| 131  | Lake Barrea                                                 | アブルッツォ 北緯41度46分 東経13度58分 / 北緯41.767度 東経13.967度                       | 241.4     | 1976年12月14日 | サンロ川 (it:Sangro) を堰き止めて作られたダム湖。ラクイラ県バッレーアから上流へ、チヴィテッラ・アルフェデーナ、ヴィッレッタ・バッレーア、にまたがり所在。アブルッツォ・ラツィオ・モリーゼ国立自然公園 (it:Parco nazionale d'Abruzzo, Lazio e Molise) の一部。                                                        |      |
| 132  | Stagno di S'Ena Arrubia                                     | サルデーニャ 北緯39度49分 東経08度34分 / 北緯39.817度 東経8.567度                        | 223       | 1976年12月14日 | サルデーニャ島の西岸、オリスターノ県アルボレーアに所在する淡水の潟湖。オリスターノ湾 (it:Golfo di Oristano) の東に位置し、水路と水門を経て海と繋がっている。北東方向にはサンタ・ジュスタ湖がある。1930年代に農地に転換された広大な湿地帯の残存部。                                                                   |      |
| 133  | Stagno di Molentargius                                      | サルデーニャ 北緯39度14分 東経09度10分 / 北緯39.233度 東経9.167度                        | 1,401     | 1976年12月14日 | サルデーニャ島の南岸、カリャリ市街の東に広がる潟湖、塩水の沼沢、塩田の複合体。カリャリ県カリャリ、クアルトゥッチュにかけて所在。 |      |
| 134  | Stagno di Cagliari                                          | サルデーニャ 北緯39度12分 東経09度03分 / 北緯39.200度 東経9.050度                        | 3,466     | 1976年12月14日 | カリャリ市街の西に広がる大規模な潟湖・塩田。チクエリ川 (it:Cixerri) とマンヌ川 (it:Flumini Mannu (Cagliari)) が流入する。カリャリ県カリャリ、アッセーミニ、カポテッラにまたがる。 |      |
| 168  | Le Cesine                                                   | プッリャ 北緯40度21分 東経18度20分 / 北緯40.350度 東経18.333度                           | 620       | 1977年12月6日  | レッチェ県ヴェルノレに所在。砂丘によってアドリア海から隔てられた沿岸湿地の複合体で、汽水・塩水の湖沼がある。 |      |
| 169  | Valle Cavanata                                              | フリウリ＝ヴェネツィア・ジュリア 北緯45度43分 東経13度28分 / 北緯45.717度 東経13.467度   | 243       | 1978年3月10日  | ゴリツィア県グラードに所在。潟湖と湿地から作られた養魚池。 |      |
| 178  | Stagno di Cábras                                            | サルデーニャ 北緯39度57分 東経08度30分 / 北緯39.950度 東経8.500度                        | 3,575     | 1979年3月28日  | サルデーニャ最大の淡水湖。オリスターノ県カブラスからヌラーキ、リオーラ・サルドにかけて所在。 |      |
| 179  | Stagno di Corru S'Ittiri, Stagni di San Giovanni e Marceddi | サルデーニャ 北緯39度44分 東経08度30分 / 北緯39.733度 東経8.500度                        | 2,610     | 1979年3月28日  | オリスターノ県アルボレーア市街の南西に位置する、3つの連続した沿岸潟湖からなる。アルボレーア、テッラルバにまたがる。 |      |
| 180  | Stagno di Pauli Maiori                                      | サルデーニャ 北緯39度52分 東経08度37分 / 北緯39.867度 東経8.617度                        | 287       | 1979年3月28日  | オリスターノ湾沿岸の潟湖サンタ・ジュスタ湖の東につながる、淡水の潟湖。オリスターノ県サンタ・ジュスタからパルマス・アルボレーアにかけて所在。 |      |
| 181  | Valle Campotto e Bassarone                                  | エミリア＝ロマーニャ 北緯44度35分 東経11度50分 / 北緯44.583度 東経11.833度               | 1,363     | 1979年3月28日  | フェッラーラ県アルジェンタに所在。イディチェ川とレーノ川の合流点にある、人工の灌漑用貯水池。Valle Santa (no. 120) の北に隣接。 |      |
| 190  | Laguna di Marano: Foci dello Stella                         | フリウリ＝ヴェネツィア・ジュリア 北緯45度44分 東経13度06分 / 北緯45.733度 東経13.100度   | 1,400     | 1979年5月14日  | グラードの潟 (it:Laguna di Grado) の一部で、タリアメント川河口部。ウーディネ県マラーノ・ラグナーレに所在する。 |      |
| 191  | Saline di Margherita di Savoia                              | プッリャ 北緯41度24分 東経16度03分 / 北緯41.400度 東経16.050度                           | 3,871     | 1979年8月2日   | バルレッタ＝アンドリア＝トラーニ県マルゲリータ・ディ・サヴォイアに所在する塩田。 |      |
| 210  | Lago di Tovel （トヴェル湖）                                | トレンティーノ＝アルト・アディジェ 北緯46度16分 東経10度57分 / 北緯46.267度 東経10.950度 | 37        | 1980年9月19日  | トレント自治県のトゥエンノ郊外に所在する、アルプス山中の淡水湖。 |      |
| 215  | Torre Guaceto                                               | プッリャ 北緯40度43分 東経17度48分 / 北緯40.717度 東経17.800度                           | 940       | 1981年7月21日  | ブリンディジ県カロヴィーニョに所在。砂丘によって海から隔てられた汽水の沼地。登録地には、近接する浅海や小さな島も含まれる。 |      |
| 223  | Valle di Gorino                                             | エミリア＝ロマーニャ 北緯44度48分 東経12度21分 / 北緯44.800度 東経12.350度               | 1,330     | 1981年9月4日   | フェッラーラ県ゴーロに所在。砂丘によって海から隔てられた沿岸潟湖。Valle Bertuzzi (no. 224) の東に位置する。 |      |
| 224  | Valle Bertuzzi                                              | エミリア＝ロマーニャ 北緯44度47分 東経12度14分 / 北緯44.783度 東経12.233度               | 3,100     | 1981年9月4日   | フェッラーラ県コマッキオに所在。砂丘によって海から隔てられた沿岸潟湖。ポー川デルタ州立自然公園の一部。 |      |
| 225  | Valli residue del comprensorio di Comacchio                 | エミリア＝ロマーニャ 北緯44度37分 東経12度11分 / 北緯44.617度 東経12.183度               | 13,500    | 1981年9月4日   | フェッラーラ県コマッキオ、アルジェンタおよびラヴェンナ県ラヴェンナにまたがる。1850年に干拓によって農地に転換された、広大な湿地帯・沿岸潟湖の残存部の複合体。ポー川デルタ州立自然公園の一部。 |      |
| 226  | Piallassa della Baiona e Risega                             | エミリア＝ロマーニャ 北緯44度30分 東経12度15分 / 北緯44.500度 東経12.250度               | 1,630     | 1981年9月4日   | ラヴェンナ県ラヴェンナの市街北東に所在する沿岸潟湖。Punte Alberete (no. 121) に近接。ポー川デルタ州立自然公園の一部。 |      |
| 227  | Ortazzo e Ortazzino                                         | エミリア＝ロマーニャ 北緯44度21分 東経12度19分 / 北緯44.350度 東経12.317度               | 440       | 1981年9月4日   | ラヴェンナ県ラヴェンナの市街南東に所在。砂丘によって隔てられた汽水湖などからなる。一部は洪水によって浸水した窪地で、かつては稲作に用いられた。水位は人工的に調整されている。ポー川デルタ州立自然公園の一部。 |      |
| 228  | Saline di Cervia                                            | エミリア＝ロマーニャ 北緯44度15分 東経12度20分 / 北緯44.250度 東経12.333度               | 785       | 1981年9月4日   | ラヴェンナ県チェルヴィアに所在。人工的な運河によって海と結ばれた塩田の複合体。 |      |
| 232  | Stagno di Sale Porcus                                       | サルデーニャ 北緯40度01分 東経08度26分 / 北緯40.017度 東経8.433度                        | 330       | 1982年5月3日   | オリスターノ県サン・ヴェーロ・ミーリスに所在。季節的な沿岸潟湖の複合体で、夏には干上がる。 |      |
| 233  | Stagno di Mistras                                           | サルデーニャ 北緯39度54分 東経08度27分 / 北緯39.900度 東経8.450度                        | 680       | 1982年5月3日   | オリスターノ県カブラスに所在。砂丘によって海から隔てられた汽水の沿岸潟湖で、海とは幅の広い水路でつながっている。Stagno di Cábras (no. 178) の南西に隣接する。 |      |
| 294  | Valli del Mincio                                            | ロンバルディア 北緯45度11分 東経10度42分 / 北緯45.183度 東経10.700度                     | 1,082     | 1984年12月5日  | ミンチョ川の氾濫原に作られた人工の池の複合体。マントヴァ県のクルタトーネ、ローディゴ、ポルト・マントヴァーノにまたがる。 |      |
| 295  | Torbiere d'Iseo                                             | ロンバルディア 北緯45度39分 東経10度01分 / 北緯45.650度 東経10.017度                     | 325       | 1984年12月5日  | イゼーオ湖南岸に位置する人工の池の複合体。ブレシア県イゼーオ、プロヴァーリオ・ディゼーオ、コルテ・フランカにまたがる。 |      |
| 296  | Palude Brabbia                                              | ロンバルディア 北緯45度47分 東経08度43分 / 北緯45.783度 東経8.717度                      | 459       | 1984年12月5日  | ヴァレーゼ湖の南岸、氷河によって作られた谷にできた沼地の複合体。ヴァレーゼ県ビアンドロンノ、カッツァーゴ・ブラッビア、イナルツォ、カザーレ・リッタ、ヴァラーノ・ボルギ、テルナーテにまたがる。 |      |
| 297  | Palude di Ostiglia                                          | ロンバルディア 北緯45度06分 東経11度06分 / 北緯45.100度 東経11.100度                     | 123       | 1984年12月5日  | ポー川とティオーネ川 (it:Tione (fiume)) に挟まれた沼地。マントヴァ県オスティーリアと、ヴェローナ県ガッツォ・ヴェロネーゼにまたがる。 |      |
| 397  | Biviere di Gela                                             | シチリア 北緯37度01分 東経14度20分 / 北緯37.017度 東経14.333度                           | 256       | 1988年4月12日  | カルタニッセッタ県ジェーラに所在する。海との間が砂丘によって隔てられた、淡水の沿岸潟湖である。 |      |
| 423  | Laguna di Venezia: Valle Averto                             | ヴェネト 北緯45度21分 東経12度09分 / 北緯45.350度 東経12.150度                           | 500       | 1989年4月11日  | ヴェネツィア県カンパーニャ・ルーピアに所在。ヴェネツィアの潟の一部で、魚の養殖のために人工的に改造された沿岸潟湖の複合体である。 |      |
| 424  | Vendicari                                                   | シチリア 北緯36度48分 東経15度06分 / 北緯36.800度 東経15.100度                           | 1,450     | 1989年4月11日  | シラクーザ県ノートに所在する、5つの汽水湖の複合体。 |      |
| 425  | Isola Boscone                                               | ロンバルディア 北緯45度02分 東経11度14分 / 北緯45.033度 東経11.233度                     | 201       | 1989年4月11日  | ポー川のかつての中州。マントヴァ県カルボナーラ・ディ・ポーに所在。 |      |
| 426  | Bacino dell'Angitola                                        | カラブリア 北緯38度44分 東経16度14分 / 北緯38.733度 東経16.233度                         | 875       | 1989年4月11日  | ヴィボ・ヴァレンツィア県マイエラート、モンテロッソ・カーラブロにまたがる、灌漑用のダム湖。この地域では唯一の淡水湿地である。 |      |
| 522  | Palude della Diaccia Botrona                                | トスカーナ 北緯42度46分 東経10度55分 / 北緯42.767度 東経10.917度                         | 2,500     | 1991年5月22日  | グロッセート県カスティリオーネ・デッラ・ペスカーイア、グロッセートにまたがる汽水の沿岸潟湖。ブルーナ川 (it:Bruna (fiume)) によって海と繋がっている。 |      |
| 1663 | Lago di San Giuliano                                        | バジリカータ 北緯40度37分 東経16度29分 / 北緯40.617度 東経16.483度                       | 2,118     | 2006年12月13日 | マテーラ県マテーラ、ミリオーニコ、グロットレにまたがる。1950年代、灌漑目的のためにブラダーノ川を堰き止めて建設されたダム湖と、その上流側の河川や湿地の複合体。 |      |
| 1664 | Oasi di Castelvolturno o Variconi                           | カンパニア 北緯41度01分 東経13度56分 / 北緯41.017度 東経13.933度                         | 195       | 2006年12月13日 | カゼルタ県カステル・ヴォルトゥルノの、ヴォルトゥルノ川河口左岸に所在する。17世紀から18世紀にかけて干拓された広大な沼地の残存部分。 |      |
| 1665 | Oasi del Sele-Serre Persano                                 | カンパニア 北緯40度36分 東経15度08分 / 北緯40.600度 東経15.133度                         | 174       | 2006年12月13日 | サレルノ県セッレからカンパーニャにかけて所在する、セーレ川 (it:Sele) を堰き止めて作られた人工湖。 |      |
| 1666 | Pantano di Pignola                                          | バジリカータ 北緯40度35分 東経15度44分 / 北緯40.583度 東経15.733度                       | 172       | 2006年12月13日 | ポテンツァ県ピニョーラに所在する湖。 |      |
| 1812 | Lagustelli di Percile                                       | ラツィオ 北緯42度06分 東経12度55分 / 北緯42.100度 東経12.917度                           | 256       | 2008年8月27日  | ローマ県ペルチーレに所在。アペニン山中に位置する、カルスト地形（ドリーネ）の2つの円形の小さな池。 |      |
| 1929 | Palude del Brusà Le Vallette                                | ヴェネト 北緯45度10分 東経11度13分 / 北緯45.167度 東経11.217度                           | 171       | 2010年9月27日  | ヴェローナ県チェレーアに所在。干拓が進められた広大な湿地帯の残存部。 |      |
| 2284 | Trappola Marshland - Ombrone River Mouth                    | トスカーナ 北緯42度40分 東経11度01分 / 北緯42.667度 東経11.017度                         | 536       | 2016年10月13日 | オンブローネ川河口部の湿原。 |      |
| 2311 | Massaciuccoli lake and marsh                                | トスカーナ 北緯43度45分 東経10度18分 / 北緯43.750度 東経10.300度                         | 11,135    | 2017年6月22日  | マッサチュッコリ湖。 |      |
| 2315 | Busatello marsh                                             | ヴェネト 北緯45度06分 東経11度05分 / 北緯45.100度 東経11.083度                           | 443       | 2017年10月3日  | ブサテーロ沼。 |      |
| 2329 | Trapani and Paceco salt ponds                               | シチリア 北緯37度59分 東経12度30分 / 北緯37.983度 東経12.500度                           | 971       | 2017年10月19日 | トラーパニとパチェーコの塩池。 |      |
| 2452 | Posada River Mouth                                          | サルデーニャ 北緯40度38分 東経09度43分 / 北緯40.633度 東経9.717度                        | 736       | 2021年2月25日  | ポザーダ付近のポザーダ川の河口。 |      |
| 2569 | Foce dell'Isonzo – Isola della Cona                         | フリウリ＝ヴェネツィア・ジュリア 北緯45度45分 東経13度31分 / 北緯45.750度 東経13.517度   | 2340      | 2018年7月10日  | イゾンツォ川の河口とコナ島。 |      |
| 2570 | Ex Lago e Padule di Bientina                                | トスカーナ 北緯43度47分 東経10度38分 / 北緯43.783度 東経10.633度                         | 1784      | 2013年10月21日 | ビエンティナ北部の湖と沼の跡。 |      |
| 2571 | Padule Orti-Bottagone                                       | トスカーナ 北緯42度58分 東経10度36分 / 北緯42.967度 東経10.600度                         | 151       | 2013年10月21日 | オルティ＝ボッタゴーネ沼。 |      |
| 2572 | Lago di Sibolla                                             | トスカーナ 北緯43度49分 東経10度42分 / 北緯43.817度 東経10.700度                         | 128       | 2013年10月21日 | シボッラ湖。 |      |